# Флаг Борзнянского района
Флаг Борзнянского района — прямоугольное полотнище с соотношением сторон 1:2, разделенное на три горизонтальные части. Верхняя часть — голубого цвета — символ чистого голубого неба, средняя — зеленого цвета — символизирует леса, а нижняя желтая символизирует бескрайние хлебные поля.